# 姬常
姬常（？—？），周子南君姬嘉七代孙，姬党之子，新朝和东汉的二王三恪。
新朝天凤元年（14年），姬常承袭为章牟公。建武二年五月戊辰或庚辰（26年6月10日或6月22日），汉光武帝改封姬常为周承休侯或周承休公，封地位于颍川郡。姬常之后，由其子姬武袭爵。